# Metepeira galatheae
Metepeira galatheae là một loài nhện trong họ Araneidae.
Loài này thuộc chi Metepeira. Metepeira galatheae được Tord Tamerlan Teodor Thorell miêu tả năm 1891.